# ノサ・イギエボー
ノサ・イギエボー（Nosa Igiebor）あるいはノサ（Nosa）ことエマニュエル・ノサカレ・イギエボー（Emmanuel Nosakhare Igiebor、1990年11月9日 - ）は、バンクーバー・ホワイトキャップスに所属するナイジェリアのサッカー選手。ポジションはミッドフィールダー。

## 経歴
ナイジェリアのシャークスFCでプロデビュー後、ワリ・ウルヴスFCに移籍、その後、ノルウェー・エリテセリエン所属のリールストロムSKに2009年に移籍。2011年の同リーグでは17試合で8得点の活躍をした。
2011年8月8日にハポエル・テルアビブFCに100万ノルウェー・クローネで移籍。同月18日にUEFAヨーロッパリーグのプレーオフ、FKエクラナス・パネヴェジース戦で同チームデビュー。22日にはマッカビ・ペタク・チクヴァFC戦で初得点を挙げた。2012年5月15日にはグヴィア・ハメディナ決勝戦のマッカビ・ハイファFC戦で決勝点を挙げ、同チームの制覇に貢献した。 
同月24日には120万ユーロ四年契約でスペイン・プリメーラ・ディビシオン所属のレアル・ベティスに移籍。2013年4月12日には、セビージャFCから初得点を奪った。ベティスでは2シーズンで28試合2得点であった。
2014年7月22日にはマッカビ・テルアビブFCに売却された。同月30日にデビューしたものの、このNKマリボル戦は1-0で敗北した。
2017年にはチャイクル・リゼスポルに移籍、9月8日にはバンクーバー・ホワイトキャップスに移籍した。

## 代表歴
ノサはアフリカネイションズカップ2013に出場するU-23代表に選出された。ナイジェリアはこの大会で三度目の優勝を果たしている。

## タイトル

### クラブ
ハポエル・テルアビブFC
- グヴィア・ハメディナ (1): 2011-12

マッカビ・テルアビブFC
- イスラエル・プレミアリーグ (1):  2014–15
- グヴィア・ハメディナ (1): 2014-15
- トト・カップ (1): 2014–15